# Mednarodna fonetična abeceda
Mednarodna fonetična abeceda (MFA, angleško International Phonetic Alphabet, IPA, francosko Alphabet phonétique international, API) je mednarodno standardiziran sistem zapisa glasov v črkovni obliki, ki temelji predvsem na latinici. Njen glavni namen je zapis glasov, ki je splošno veljaven za vse jezike in se danes uporablja v vseh modernih slovarjih in jezikovnih priročnikih. Zasnovalo jo je Mednarodno glasoslovno združenje (International Phonetic Association) konec 19. stoletja in je nespremenjena od leta 2005, obsega 107 osnovnih in približno 55 pomožnih znakov.
MFA je zasnovan tako, da predstavlja tiste lastnosti govora, ki so del leksikalnih (in v omejenem obsegu prozodičnih) zvokov v ustnem jeziku: glasove, foneme, intonacijo ter ločevanje besed in zlogov. Za predstavitev dodatnih lastnosti govora, kot so škripanje z zobmi, šumenje in zvoki z razcepom ustnice in neba, se lahko uporablja razširjen nabor znamenj.
Mednarodna fonetična abeceda sedaj predstavlja standard za zapis izgovorjave v vseh jezikih, najdemo jo v veliki večini slovarjev z zapisano izgovorjavo ter vsakem zapisu izgovorjave v Wikipediji (razen na specifičnih straneh o drugih fonetičnih abecedah).
Abeceda spada v posebno vejo abeced, imenovano fonetične abecede, v kateri vsak glas strogo predstavlja le ena črka, ki se ne uporablja za katerikoli drugi glas (vendar so lahko dodane diakritike za natančnejši opis glasa).
Mednarodno glasoslovno združenje občasno doda, odstrani ali spremeni črke ali diakritične znake. Od zadnje spremembe leta 2005[4] je v IPA 107 segmentnih črk, nedoločljivo veliko število suprasegmentnih črk, 44 diakritičnih znakov (brez upoštevanja kompozitov) in štirje zunajleksikalni prozodični znaki. Večina teh znakov je prikazana v trenutni tabeli IPA .

## Zgodovina
Leta 1886 je skupina francoskih in britanskih učiteljev jezikov pod vodstvom francoskega jezikoslovca Paula Passyja ustanovila Mednarodno glasoslovno združenje (v francoščini l'Association phonétique internationale). Njihova prvotna abeceda je temeljila na pravopisni prenovi angleščine, znani kot Romic alphabet, vendar so se lahko zaradi njene uporabnosti tudi za druge jezike, vrednosti simbolov spreminjale od jezika do jezika. Na primer, glas [ʃ] (š) je bil v angleščini prvotno predstavljen s črko ⟨c⟩, v francoščini pa z dvočrkjem ⟨ch⟩. Leta 1888 je bila abeceda prenovljena, da bi bila enotna za vse jezike, kar je bila osnova za vse prihodnje spremembe. Zamisel o oblikovanju MFA je prvi predlagal Otto Jespersen v pismu Passyju. Razvili so jo Alexander John Ellis, Henry Sweet, Daniel Jones in Passy.
Od svoje ustanovitve je bila MFA večkrat spremenjena. Po spremembah in razširitvah od devetdesetih let 19. stoletja do štiridesetih let 20. stoletja je ostala večinoma nespremenjena do Kielske konvencije leta 1989. Manjša sprememba je bila opravljena leta 1993, ko so bile dodane štiri črke za sredinske samoglasnike in odstranjene črke za nezveneče implozive (vzdišne glasove). Abeceda je bila nazadnje spremenjena maja 2005, ko je bila dodana črka za zobno-ustnični tap/flap. Poleg dodajanja in odstranjevanja simbolov so bile spremembe večinoma povezane s preimenovanjem simbolov in kategorij ter spreminjanjem pisav.
Razširitve mednarodne fonetične abecede za govorno patologijo (razširjena MFA) so bile oblikovane leta 1990, Mednarodno združenje za klinično glasoslovje in jezikoslovje pa jih je uradno sprejelo leta 1994.

## Znamenja
Mednarodno glasoslovno združenje deli črke MFA v tri razrede: pljučne soglasnike, nepljučne soglasnike in samoglasnike.

### Glavna razporeditev samoglasnikov[9]
MFA opredeljuje samoglasnik kot glas, ki se pojavlja kot nosilec zloga. V nadaljevanju je prikazana preglednica samoglasnikov, ki so prikazani glede na položaj jezika.
Navpična os diagrama ponazarja višino samoglasnika. Samoglasniki, ki se izgovarjajo s spuščenim jezikom (nizki samoglasniki) so spodaj; samoglasniki, ki se izgovarjajo z dvignjenim jezikom (visoki samoglasniki) pa so zgoraj. Na primer [ɑ] je spodaj, ker je jezik pri tem izgovoru spuščen, [i] pa je na vrhu, ker se izgovarja z jezikom, dvignjenim do néba.
Na podoben način vodoravna os karte ponazarja položaj spredaj-zadaj. Samoglasniki, pri katerih je jezik pomaknjen proti sprednjemu delu ust (kot je [ɛ], široki e) so v preglednici levo, medtem ko so samoglasniki, pri katerih je jezik pomaknjen nazaj (kot je [ɔ], široki o), v preglednici desno.
Na mestih, kjer so samoglasniki v paru, desna stran predstavlja zaokroženi samoglasnik (pri katerem so ustnice zaokrožene), leva pa njegovo nezaokroženo ustreznico.

Nobena samoglasniška črka ni izpuščena iz preglednice, čeprav so bili v preteklosti nekateri srednji samoglasniki navedeni med "drugimi simboli".
| \| \| Sprednji \| Srednji \| Zadnji \| \| --------------------- \| -------- \| ------- \| ------ \| \| Visoki \| i y \| ɨ ʉ \| ɯ u \| \| Zelo ozki sredinski \| ɪ ʏ \| ʊ̈ \| ʊ \| \| Ozki sredinski \| e ø \| ɘ ɵ \| ɤ o \| \| Nevtralni sredinski \| e̞ ø̞ \| ə \| ɤ̞ o̞ \| \| Široki sredinski \| ɛ œ \| ɜ ɞ \| ʌ ɔ \| \| Zelo široki sredinski \| æ œ̞̈ \| ɐ \| ɑ̝ ɒ̝ \| \| Nizki \| a ɶ \| ä ɒ̈ \| ɑ ɒ \| |          |         |        |
| Samoglasniki ob pikah so: nezaokroženi • zaokroženi |          |         |        |
| | Sprednji | Srednji | Zadnji |
| Visoki | i y      | ɨ ʉ     | ɯ u    |
| Zelo ozki sredinski | ɪ ʏ      | ʊ̈       | ʊ      |
| Ozki sredinski | e ø      | ɘ ɵ     | ɤ o    |
| Nevtralni sredinski | e̞ ø̞      | ə       | ɤ̞ o̞    |
| Široki sredinski | ɛ œ      | ɜ ɞ     | ʌ ɔ    |
| Zelo široki sredinski | æ œ̞̈      | ɐ       | ɑ̝ ɒ̝    |
| Nizki | a ɶ      | ä ɒ̈     | ɑ ɒ    |

#### Dvoglasniki
Dvoglasniki so običajno določeni z nesklonljivim diakritičnim znakom, kot v ⟨uɪ̯⟩ ali ⟨u̯ɪ⟩, ali z nadpisom za povezanost samoglasnika, kot v ⟨uᶦ⟩ ali ⟨ᵘɪ⟩. Včasih se uporablja vezaj: ⟨u͡ɪ⟩, zlasti če je težko ugotoviti, ali je za dvoglasnik značilna povezanost ali je spremenljiv.
Opombe
- ⟨a⟩ uradno predstavlja sprednji samoglasnik, vendar je razlika med sprednjimi in sredinskimi odprtimi samoglasniki majhna ali pa je sploh ni  in ⟨a⟩ se pogosto uporablja za odprt srednji samoglasnik.[10] Če je potrebno razlikovanje, se lahko za označevanje odprtega srednjega samoglasnika doda umaknjeni ali osrednji diakritični znak, kot v ⟨a̠⟩ ali ⟨ä⟩.

### Glavna razporeditev pljučnih soglasnikov[9]
Pljučni soglasnik je soglasnik, ki nastane z zaporo glasilk (prostora med glasilkama) ali ustne votline (ust) in hkratnim ali kasnejšim izpuščanjem zraka iz pljuč. Pljučni soglasniki predstavljajo večino soglasnikov v MFA in tudi v človeškem jeziku. Vsi soglasniki v slovenščini spadajo v ta razred. Sem jih spada večina in so pogosti.
Tabela pljučnih soglasnikov, ki vključuje večino soglasnikov, je urejena v vrsticah, ki označujejo način izgovarjave, torej kako se soglasnik tvori; in stolpcih, ki označujejo mesto izgovarjave, torej kje v glasovnem prostoru se soglasnik tvori. Glavna preglednica vključuje le soglasnike z enim samim mestom izgovorjave.
Znamenja pljučnih soglasnikov so razporejena posamično ali v parih nezvenečih (tenuis - neaspirirani nezveneči zapornik) in zvenečih glasov, ti pa so nato razvrščeni v stolpce od sprednjih (ustničnih) glasov na levi do zadnjih (glotalnih/glasilčnih) glasov na desni. V uradnih dokumentih MFA sta zaradi varčevanja s prostorom izpuščena dva stolpca, pri čemer so črke navedene med "drugimi simboli", čeprav teoretično spadajo v glavno tabelo, preostali soglasniki pa so razvrščeni v vrste od popolnoma zaprtih (ustnični in nosni zaporniki),  kratko zaprtih (tresljavci: vibranti in tap/flap), do delno zaprtih (priporniki) in najmanj zaprtih (drsniki), pri čemer je ena vrsta zaradi varčevanja s prostorom izpuščena. V spodnji tabeli je nekoliko drugačna razporeditev: Vsi pljučni soglasniki so vključeni v tabelo pljučnih soglasnikov, vibranti in obstranski glasovi pa so ločeni, tako da vrstice odražajo stopnjevanje zapornik → pripornik → drsnik, pa tudi dejstvo, da je več črk v dvojni vlogi tako pripornika kot drsnika; zlitniki lahko nastanejo z zlitjem zapornikov in pripornikov iz sosednjih celic.
V praznih prostorih se nahajajo tehnično izvedljivi samoglasniki, vendar se ne pojavljajo v nobenem jeziku, v osenčenih pa naj bi bili soglasniki nemogoči za izgovoriti.
Na levi strani posamezne kategorije so nezveneči soglasniki, na desni pa zveneče različice.
| \| Nosnik \| m̥ \| m \| \| ɱ \| \| n̼ \| \| \| n̥ \| n \| \| \| ɳ̊ \| ɳ \| ɲ̊ \| ɲ \| ŋ̊ \| ŋ \| \| ɴ \| \| \| \| \| \| Zapornik \| p \| b \| p̪ \| b̪ \| t̼ \| d̼ \| \| \| t \| d \| \| \| ʈ \| ɖ \| c \| ɟ \| k \| ɡ \| q \| ɢ \| ʡ \| \| ʔ \| \| \| Sičniški zlitnik \| \| \| \| \| \| \| \| \| ts \| dz \| t̠ʃ \| d̠ʒ \| ʈʂ \| ɖʐ \| tɕ \| dʑ \| \| \| \| \| \| \| \| \| \| Nesičniški zlitnik \| pɸ \| bβ \| p̪f \| b̪v \| \| \| t̪θ \| d̪ð \| tɹ̝̊ \| dɹ̝ \| t̠ɹ̠̊˔ \| d̠ɹ̠˔ \| \| \| cç \| ɟʝ \| kx \| ɡɣ \| qχ \| ɢʁ \| \| ʡʢ \| ʔh \| \| \| Sičniški pripornik \| \| \| \| \| \| \| \| \| s \| z \| ʃ \| ʒ \| ʂ \| ʐ \| ɕ \| ʑ \| \| \| \| \| \| \| \| \| \| Nesičniški pripornik \| ɸ \| β \| f \| v \| θ̼ \| ð̼ \| θ \| ð \| θ̠ \| ð̠ \| ɹ̠̊˔ \| ɹ̠˔ \| \| ɻ˔ \| ç \| ʝ \| x \| ɣ \| χ \| ʁ \| ħ \| ʕ \| h \| ɦ \| \| Drsnik \| \| \| \| ʋ \| \| \| \| \| \| ɹ \| \| \| \| ɻ \| \| j \| \| ɰ \| \| \| \| \| \| ʔ̞ \| \| Tap/flap \| \| ⱱ̟ \| \| ⱱ \| \| ɾ̼ \| \| \| ɾ̥ \| ɾ \| \| \| ɽ̊ \| ɽ \| \| \| \| \| \| ɢ̆ \| \| ʡ̆ \| \| \| \| Vibrant \| ʙ̥ \| ʙ \| \| \| \| \| \| \| r̥ \| r \| \| \| ɽ̊r̥ \| ɽr \| \| \| \| \| ʀ̥ \| ʀ \| ʜ \| ʢ \| \| \| \| Obstranski zlitnik \| \| \| \| \| \| \| \| \| tɬ \| dɮ \| \| \| ʈɭ̊˔ \| ɖɭ˔ \| cʎ̝̊ \| ɟʎ̝ \| kʟ̝̊ \| ɡʟ̝ \| \| \| \| \| \| \| \| Obstranski pripornik \| \| \| \| \| \| \| \| \| ɬ \| ɮ \| \| \| ɭ̊˔ \| ɭ˔ \| ʎ̝̊ \| ʎ̝ \| ʟ̝̊ \| ʟ̝ \| \| \| \| \| \| \| \| Obstranski drsnik \| \| \| \| \| \| \| \| \| \| l \| \| \| \| ɭ \| \| ʎ \| \| ʟ \| \| ʟ̠ \| \| \| \| \| \| Obstranski tap/flap \| \| \| \| \| \| \| \| \| ɺ̥ \| ɺ \| \| \| ɭ̥̆ \| ɭ̆ \| \| ʎ̆ \| \| ʟ̆ \| \| \| \| \| \| \| |             |             |               |               |                 |                 |           |           |           |           |             |             |              |              |           |           |            |            |          |          |            |            |            |            |            |            |
| Simboli na desni strani celice so zveneči, levo so nezveneči. Osenčeni deli označujejo glasove, ki naj bi bili nemogoči. |             |             |               |               |                 |                 |           |           |           |           |             |             |              |              |           |           |            |            |          |          |            |            |            |            |            |            |
| Kraj → | Ustnični    | Ustnični    | Ustnični      | Ustnični      | Ustnični        | Koronalni       | Koronalni | Koronalni | Koronalni | Koronalni | Koronalni   | Koronalni   | Koronalni    | Koronalni    | Koronalni | Dorsalni  | Dorsalni   | Dorsalni   | Dorsalni | Dorsalni | Laringalni | Laringalni | Laringalni | Laringalni | Laringalni | Laringalni |
| Način ↓ | Dvoustnični | Dvoustnični | Zobnoustnični | Zobnoustnični | Ustničnojezični | Ustničnojezični | Zobni     | Zobni     | Dlesnični | Dlesnični | Zadlesnični | Zadlesnični | Retrofleksni | Retrofleksni | Trdonebni | Trdonebni | Mehkonebni | Mehkonebni | Uvularni | Uvularni | Grlni      | Grlni      | Glasilčni  | Glasilčni  |            |            |
| Nosnik | m̥           | m           |               | ɱ             |                 | n̼               |           |           | n̥         | n         |             |             | ɳ̊            | ɳ            | ɲ̊         | ɲ         | ŋ̊          | ŋ          |          | ɴ        |            |            |            |            |            |            |
| Zapornik | p           | b           | p̪             | b̪             | t̼               | d̼               |           |           | t         | d         |             |             | ʈ            | ɖ            | c         | ɟ         | k          | ɡ          | q        | ɢ        | ʡ          |            | ʔ          |            |            |            |
| Sičniški zlitnik |             |             |               |               |                 |                 |           |           | ts        | dz        | t̠ʃ          | d̠ʒ          | ʈʂ           | ɖʐ           | tɕ        | dʑ        |            |            |          |          |            |            |            |            |            |            |
| Nesičniški zlitnik | pɸ          | bβ          | p̪f            | b̪v            |                 |                 | t̪θ        | d̪ð        | tɹ̝̊        | dɹ̝        | t̠ɹ̠̊˔         | d̠ɹ̠˔         |              |              | cç        | ɟʝ        | kx         | ɡɣ         | qχ       | ɢʁ       |            | ʡʢ         | ʔh         |            |            |            |
| Sičniški pripornik |             |             |               |               |                 |                 |           |           | s         | z         | ʃ           | ʒ           | ʂ            | ʐ            | ɕ         | ʑ         |            |            |          |          |            |            |            |            |            |            |
| Nesičniški pripornik | ɸ           | β           | f             | v             | θ̼               | ð̼               | θ         | ð         | θ̠         | ð̠         | ɹ̠̊˔          | ɹ̠˔          |              | ɻ˔           | ç         | ʝ         | x          | ɣ          | χ        | ʁ        | ħ          | ʕ          | h          | ɦ          |            |            |
| Drsnik |             |             |               | ʋ             |                 |                 |           |           |           | ɹ         |             |             |              | ɻ            |           | j         |            | ɰ          |          |          |            |            |            | ʔ̞          |            |            |
| Tap/flap |             | ⱱ̟           |               | ⱱ             |                 | ɾ̼               |           |           | ɾ̥         | ɾ         |             |             | ɽ̊            | ɽ            |           |           |            |            |          | ɢ̆        |            | ʡ̆          |            |            |            |            |
| Vibrant | ʙ̥           | ʙ           |               |               |                 |                 |           |           | r̥         | r         |             |             | ɽ̊r̥           | ɽr           |           |           |            |            | ʀ̥        | ʀ        | ʜ          | ʢ          |            |            |            |            |
| Obstranski zlitnik |             |             |               |               |                 |                 |           |           | tɬ        | dɮ        |             |             | ʈɭ̊˔          | ɖɭ˔          | cʎ̝̊        | ɟʎ̝        | kʟ̝̊         | ɡʟ̝         |          |          |            |            |            |            |            |            |
| Obstranski pripornik |             |             |               |               |                 |                 |           |           | ɬ         | ɮ         |             |             | ɭ̊˔           | ɭ˔           | ʎ̝̊         | ʎ̝         | ʟ̝̊          | ʟ̝          |          |          |            |            |            |            |            |            |
| Obstranski drsnik |             |             |               |               |                 |                 |           |           |           | l         |             |             |              | ɭ            |           | ʎ         |            | ʟ          |          | ʟ̠        |            |            |            |            |            |            |
| Obstranski tap/flap |             |             |               |               |                 |                 |           |           | ɺ̥         | ɺ         |             |             | ɭ̥̆            | ɭ̆            |           | ʎ̆         |            | ʟ̆          |          |          |            |            |            |            |            |            |

Opombe:
- V vrsticah, kjer se nekatere črke pojavljajo v parih (nezvočniki), predstavlja črka na desni strani zveneči soglasnik (razen zvenečega [ɦ]). V drugih vrsticah (zvočnik) ena črka predstavlja zveneči soglasnik.
- Čeprav MFA določa eno črko za koronalna mesta izgovorjave (za vse soglasnike razen pripornikov), jih ni treba vedno natančno uporabljati. Pri obravnavi določenega jezika se lahko črke brez diaktričnih znakov obravnavajo kot zobne, dlesnične ali zadlesnične, kot je pač najprikladnejše za ta jezik.
- Osenčena območja označujejo izgovorjave, ki so ocenjene kot nemogoče.
- Črke [β, ð, ʁ, ʕ, ʢ] so izvorno zveneči priporniki, vendar se lahko uporabljajo za drsnike.
- V mnogih jezikih, kot je angleščina, [h] in [ɦ] pravzaprav nista glotalna/glasilčna, priporna ali drsniška glasova, ampak sta goli obliki.
- Priporniki [ʃ ʒ], [ɕ ʑ] in [ʂ ʐ] se razlikujejo predvsem po obliki krčenja jezika in ene po njegovem položaju
- [ʜ, ʢ] so v uradni preglednici MFA v razdelku "drugi simboli" opredeljeni kot epiglotalni priporniki, vendar jih lahko obravnavamo kot vibrante na istem mestu izgovorjave kot [ʜ, ʢ], saj se vibranti ariepiglotalnih gub običajno pojavljajo hkrati.
- Za nekatere naštete glasove ni znano, da bi obstajali kot glasovi v katerem koli jeziku.

### Glavna razporeditev nepljučnih soglasnikov[9]
Nepljučni soglasniki so glasovi, pri katerih pretok zraka ni odvisen od pljuč, oz. ne potrebujejo zraka iz pljuč za izgovorjavo. Mednje spadajo kliki (ki jih najdemo v jezikih Khosian in nekaterih sosednjih jezikih Bantu v Afriki), vdišni glasovi /implozivi (ki jih najdemo v jezikih, kot so sindhi, hausa, svahili in vietnamščina) in izdišni glasovi /ejektivi (ki jih najdemo v številnih ameriških in kavkaških jezikih).
| \| \| \| BL \| LD \| D \| A \| PA \| RF \| P \| V \| U \| EG \| \| ------------------------------------------- \| -------------------- \| ----- \| -- \| ----- \| ----- \| --- \| ----- \| ----- \| --- \| --- \| -- \| \| Ejektiv (izdišni glas) \| Zapornik \| pʼ \| \| \| tʼ \| \| ʈʼ \| cʼ \| kʼ \| qʼ \| ʡʼ \| \| Ejektiv (izdišni glas) \| Zlitnik \| \| \| t̪θʼ \| tsʼ \| t̠ʃʼ \| ʈʂʼ \| \| kxʼ \| qχʼ \| \| \| Ejektiv (izdišni glas) \| Pripornik \| ɸʼ \| fʼ \| θʼ \| sʼ \| ʃʼ \| ʂʼ \| ɕʼ \| xʼ \| χʼ \| \| \| Ejektiv (izdišni glas) \| Obstranski zlitnik \| \| \| \| tɬʼ \| \| \| cʎ̝̊ʼ \| kʟ̝̊ʼ \| \| \| \| Ejektiv (izdišni glas) \| Obstranski pripornik \| \| \| \| ɬʼ \| \| \| \| \| \| \| \| Klik (zgoraj: mehkonebni; spodaj: uvularni) \| Tenusni \| kʘ qʘ \| \| kǀ qǀ \| kǃ qǃ \| \| k‼ q‼ \| kǂ qǂ \| \| \| \| \| Klik (zgoraj: mehkonebni; spodaj: uvularni) \| Zveneči \| ɡʘ ɢʘ \| \| ɡǀ ɢǀ \| ɡǃ ɢǃ \| \| ɡ‼ ɢ‼ \| ɡǂ ɢǂ \| \| \| \| \| Klik (zgoraj: mehkonebni; spodaj: uvularni) \| Nosni \| ŋʘ ɴʘ \| \| ŋǀ ɴǀ \| ŋǃ ɴǃ \| \| ŋ‼ ɴ‼ \| ŋǂ ɴǂ \| ʞ \| \| \| \| Klik (zgoraj: mehkonebni; spodaj: uvularni) \| Tenusni obstranski \| \| \| \| kǁ qǁ \| \| \| \| \| \| \| \| Klik (zgoraj: mehkonebni; spodaj: uvularni) \| Zveneči obstranski \| \| \| \| ɡǁ ɢǁ \| \| \| \| \| \| \| \| Klik (zgoraj: mehkonebni; spodaj: uvularni) \| Nosni obstranski \| \| \| \| ŋǁ ɴǁ \| \| \| \| \| \| \| \| Imploziv (vdišni glas) \| Zveneči \| ɓ \| \| \| ɗ \| \| ᶑ \| ʄ \| ɠ \| ʛ \| \| \| Imploziv (vdišni glas) \| Nezveneči \| ɓ̥ \| \| \| ɗ̥ \| \| ᶑ̊ \| ʄ̊ \| ɠ̊ \| ʛ̥ \| \| |                      |       |    |       |       |     |       |       |     |     |    |
| Shaded areas denote articulations judged impossible. |                      |       |    |       |       |     |       |       |     |     |    |
| |                      | BL    | LD | D     | A     | PA  | RF    | P     | V   | U   | EG |
| Ejektiv (izdišni glas) | Zapornik             | pʼ    |    |       | tʼ    |     | ʈʼ    | cʼ    | kʼ  | qʼ  | ʡʼ |
| Ejektiv (izdišni glas) | Zlitnik              |       |    | t̪θʼ   | tsʼ   | t̠ʃʼ | ʈʂʼ   |       | kxʼ | qχʼ |    |
| Ejektiv (izdišni glas) | Pripornik            | ɸʼ    | fʼ | θʼ    | sʼ    | ʃʼ  | ʂʼ    | ɕʼ    | xʼ  | χʼ  |    |
| Ejektiv (izdišni glas) | Obstranski zlitnik   |       |    |       | tɬʼ   |     |       | cʎ̝̊ʼ   | kʟ̝̊ʼ |     |    |
| Ejektiv (izdišni glas) | Obstranski pripornik |       |    |       | ɬʼ    |     |       |       |     |     |    |
| Klik (zgoraj: mehkonebni; spodaj: uvularni) | Tenusni              | kʘ qʘ |    | kǀ qǀ | kǃ qǃ |     | k‼ q‼ | kǂ qǂ |     |     |    |
| Klik (zgoraj: mehkonebni; spodaj: uvularni) | Zveneči              | ɡʘ ɢʘ |    | ɡǀ ɢǀ | ɡǃ ɢǃ |     | ɡ‼ ɢ‼ | ɡǂ ɢǂ |     |     |    |
| Klik (zgoraj: mehkonebni; spodaj: uvularni) | Nosni                | ŋʘ ɴʘ |    | ŋǀ ɴǀ | ŋǃ ɴǃ |     | ŋ‼ ɴ‼ | ŋǂ ɴǂ | ʞ   |     |    |
| Klik (zgoraj: mehkonebni; spodaj: uvularni) | Tenusni obstranski   |       |    |       | kǁ qǁ |     |       |       |     |     |    |
| Klik (zgoraj: mehkonebni; spodaj: uvularni) | Zveneči obstranski   |       |    |       | ɡǁ ɢǁ |     |       |       |     |     |    |
| Klik (zgoraj: mehkonebni; spodaj: uvularni) | Nosni obstranski     |       |    |       | ŋǁ ɴǁ |     |       |       |     |     |    |
| Imploziv (vdišni glas) | Zveneči              | ɓ     |    |       | ɗ     |     | ᶑ     | ʄ     | ɠ   | ʛ   |    |
| Imploziv (vdišni glas) | Nezveneči            | ɓ̥     |    |       | ɗ̥     |     | ᶑ̊     | ʄ̊     | ɠ̊   | ʛ̥   |    |

## Fonetični znaki v slovenščini
| Soglasniki | Soglasniki             | Soglasniki                                                         | Samoglasniki z visokim tonom | Samoglasniki z visokim tonom | Samoglasniki z visokim tonom                                                     | Samoglasniki z nizkim tonom | Samoglasniki z nizkim tonom | Samoglasniki z nizkim tonom                                                      | Nenaglašeni samoglasniki | Nenaglašeni samoglasniki | Nenaglašeni samoglasniki                                                         |
| Znak       | Primer                 | IPA Ime                                                            | Znak                         | Primer                       | IPA ime                                                                          | Znak                        | Primer                      | IPA ime                                                                          | Znak                     | Primer                   | IPA ime                                                                          |
| ---------- | ---------------------- | ------------------------------------------------------------------ | ---------------------------- | ---------------------------- | -------------------------------------------------------------------------------- | --------------------------- | --------------------------- | -------------------------------------------------------------------------------- | ------------------------ | ------------------------ | -------------------------------------------------------------------------------- |
| p          | pero, apno             | Voiceless bilabial stop nezveneči dvoustnični zapornik             | ìː                           | hiša                         | Close front unrounded vowel visoki sprednji nezaokroženi samoglasnik             | í                           | bik                         | Close front unrounded vowel visoki sprednji nezaokroženi samoglasnik             | i                        | biti                     | Close front unrounded vowel visoki sprednji nezaokroženi samoglasnik             |
| b          | biti, žaba             | Voiced bilabial stop zveneči dvoustnični zapornik                  | ùː                           | truplo                       | Close back rounded vowel visoki zadnji zaokroženi samoglasnik                    | íː                          | list                        | Close front unrounded vowel visoki sprednji nezaokroženi samoglasnik             | u                        | mamut                    | Close back rounded vowel visoki zadnji zaokroženi samoglasnik                    |
| t          | trava, otrok           | Voiceless alveolar stop nezveneči dlesnični zapornik               | èː                           | cerkev                       | Close-mid front unrounded vowel ozki sredinski sprednji nezaokroženi samoglasnik | ý                           | Türk                        | Close front rounded vowel visoki sprednji zaokroženi samoglasnik                 | ə                        | danes                    | Mid central vowel nevtralni sredinski srednji samoglasnik                        |
| d          | do, oditi              | Voiced alveolar stop zveneči dlesnični zapornik                    | òː                           | erotičen                     | Close-mid back rounded vowel ozki sredinski zadnji zaokrožen samoglasnik         | ú                           | kruh                        | Close back rounded vowel visoki zadnji zaokroženi samoglasnik                    | ɛ                        | medved                   | Open-mid front unrounded vowel široki sredinski sprednji nezokroženi samoglasnik |
| k          | klepet, kolo           | Voiceless velar stop nezveneči mehkonebni zapornik                 | ə̀                            | sem                          | Mid central vowel nevtralni sredinski srednji samoglasnik                        | úː                          | romunščina                  | Close back rounded vowel visoki zadnji zaokroženi samoglasnik                    | ɔ                        | potok                    | Open-mid back rounded vowel široki sredinski zadnji zaokrožen samoglasnik        |
| ɡ          | govor, gora            | Voiced velar stop zveneči mehkonebni zapornik                      | ɛ̀ː                           | zemlja                       | Open-mid front unrounded vowel široki sredinski sprednji nezokroženi samoglasnik | éː                          | kreda                       | Close-mid front unrounded vowel ozki sredinski sprednji nezaokroženi samoglasnik | a                        | žena                     | Open central unrounded vowel nizki srednji nezaokroženi samoglasnik              |
| m          | mati, Istanbul         | Voiced bilabial nasal zveneči dvoustnični nosnik                   | ɔ̀ː                           | poten                        | Open-mid back rounded vowel široki sredinski zadnji zaokrožen samoglasnik        | óː                          | pot                         | Close-mid back rounded vowel ozki sredinski zadnji zaokrožen samoglasnik         | əɾ                       | koder                    |                                                                                  |
| ɱ          | simfonija, informacija | Voiced labiodental nasal zveneči zobno-ustnični nosnik             | àː                           | danes                        | Open central unrounded vowel nizki srednji nezaokroženi samoglasnik              | ə́                           | pes                         | Mid central vowel nevtralni sredinski srednji samoglasnik                        |                          |                          |                                                                                  |
| n          | ne                     | Voiced alveolar nasal zveneči dlesnični nasnik                     | ə̀ɾ                           | vrba                         |                                                                                  | ɛ́                           | met                         | Open-mid front unrounded vowel široki sredinski sprednji nezokroženi samoglasnik |                          |                          |                                                                                  |
| ŋ          | banka                  | Voiced velar nasal zveneči mehkonebni nosnik                       |                              |                              |                                                                                  | ɛ́ː                          | adverb                      | Open-mid front unrounded vowel široki sredinski sprednji nezokroženi samoglasnik |                          |                          |                                                                                  |
| r          | riba                   | Voiced alveolar trill zveneči dlesnični vibrant                    |                              |                              |                                                                                  | ɔ́                           | on                          | Open-mid back rounded vowel široki sredinski zadnji zaokrožen samoglasnik        |                          |                          |                                                                                  |
| ɾ          | robot                  | Voiced alveolar tap zveneči dlesnični tap                          |                              |                              |                                                                                  | ɔ́ː                          | alkova                      | Open-mid back rounded vowel široki sredinski zadnji zaokrožen samoglasnik        |                          |                          |                                                                                  |
| f          | figa, film             | Voiceless labiodental fricative nezveneči zobno-ustnični pripornik |                              |                              |                                                                                  | á                           | brat                        | Open central unrounded vowel nizki srednji nezaokroženi samoglasnik              |                          |                          |                                                                                  |
| v          | filozof Dolar          | Voiced labiodental fricative zveneči zobno-ustnični pripornik      |                              |                              |                                                                                  | áː                          | grad                        | Open central unrounded vowel nizki srednji nezaokroženi samoglasnik              |                          |                          |                                                                                  |
| s          | sestra, most           | Voiceless alveolar fricative nezveneči dlesnični pripornik         |                              |                              |                                                                                  | ə́ɾ                          | tržnica                     |                                                                                  |                          |                          |                                                                                  |
| z          | zob, zima              | Voiced alveolar fricative zveneči dlesnični pripornik              |                              |                              |                                                                                  |                             |                             |                                                                                  |                          |                          |                                                                                  |
| ʃ          | šum, šivanka           | Voiceless postalveolar fricative nezveneči zadlesnični pripornik   |                              |                              |                                                                                  |                             |                             |                                                                                  |                          |                          |                                                                                  |
| ʒ          | žival, koža            | Voiced palatoalveolar fricative zveneči zadlesnični pripornik      |                              |                              |                                                                                  |                             |                             |                                                                                  |                          |                          |                                                                                  |
| x          | hrib, harfa            | Voiceless velar fricative nezveneči mehkonebni pripornik           |                              |                              |                                                                                  |                             |                             |                                                                                  |                          |                          |                                                                                  |
| ɣ          | vrh                    | Voiced velar fricative zveneči mehkonebni pripornik                |                              |                              |                                                                                  |                             |                             |                                                                                  |                          |                          |                                                                                  |
| ʋ          | vrata, voda            | Voiced labiodental approximant zveneči zobno-ustnični drsnik       |                              |                              |                                                                                  |                             |                             |                                                                                  |                          |                          |                                                                                  |
| j          | jaz                    | Voiced palatal glide zveneči trdonebni drsnik                      |                              |                              |                                                                                  |                             |                             |                                                                                  |                          |                          |                                                                                  |
| l          | luna, luka             | Voiced alveolar lateral liquid zveneči dlesnični obstranski drsnik |                              |                              |                                                                                  |                             |                             |                                                                                  |                          |                          |                                                                                  |
| t͡s         | car                    | Voiceless alveolar affricate nezveneči dlesnični zlitnik           |                              |                              |                                                                                  |                             |                             |                                                                                  |                          |                          |                                                                                  |
| t͡ʃ         | čaj, način             | Voiceless palato-alveolar affricate nezveneči zadlesnični zlitnik  |                              |                              |                                                                                  |                             |                             |                                                                                  |                          |                          |                                                                                  |
| d͡z         | brivec                 | Voiced alveolar affricate zveneči dlesnični zlitnik                |                              |                              |                                                                                  |                             |                             |                                                                                  |                          |                          |                                                                                  |
| d͡ʒ         | džip, džez             | Voiced post-alveolar affricate zveneči zadlesnični zlitnik         |                              |                              |                                                                                  |                             |                             |                                                                                  |                          |                          |                                                                                  |

Glej tudi Glasoslovje slovenskega knjižnega jezika.

## Oklepaji in ločila za transkripcijo
Obstajata dve glavni vrsti oklepajev, ki se uporabljata za razlikovanje prečrkovanj v MFA:
| simbol  | uporaba |
| ------- | --- |
| [ ... ] | Oglati oklepaji se uporabljajo pri podrobnem glasoslovnem zapisu z znaki z omejeno vrednostjo, torej za dejansko izgovarjavo, po možnosti vključno s podrobnostmi izgovarjave, ki se morda ne uporabljajo za razlikovanje besed v jeziku, ki se prečrkuje, a jih pisec kljub temu želi zabeležiti. Takšen glasoslovni zapis je glavna naloga MFA. |
| / ... / | Poševni oklepaji se uporabljajo za abstraktne glasoslovne zapise, ki označujejo le značilnosti, ki so značilne za jezik, brez kakršnih koli zunanjih podrobnosti. Čeprav se na primer glasova "p" v angleščini pin in spin izgovarjata različno (in bi bila ta razlika v nekaterih jezikih pomenljiva), ta razlika v angleščini ni pomenljiva. Tako se besedi glaoslovno običajno zapisujeta kot /ˈpɪn/ in /ˈspɪn/, z istim glasom /p/. Da bi zajeli razliko med njima (premena od /p/), ju lahko prečrkujemo kot [pʰɪn] in [spɪn]. Pri zapisu se običajno uporabljajo simboli MFA, ki so precej blizu privzeti izgovorjavi glasu, vendar se zaradi čitljivosti ali drugih razlogov lahko uporabljajo simboli, ki se razlikujejo od določenih vrednosti, na primer /c, ɟ/ za zlitnike, ki se običajno izgovarjajo [t͜ʃ, d͜ʒ], kot najdemo v priročniku, ali /r/, ki je v glasoslovnem zapisu vibrant, za angleški r, tudi če se izgovarja [ɹʷ]. |

Drugi načini označevanja so manj pogosti:
| simbol  | uporaba |
| ------- | --- |
| { ... } | Za prozodični zapis se uporabljajo zaviti oklepaji. Za primere v tem sistemu glej razširitve MFA. |
| ( ... ) | Navadni, oz.okrogli oklepaji se uporabljajo za nerazločne ali neidentificirane izreke. Uporabljamo jih tudi za nemo izgovorjava, kjer pričakovani glasoslovni zapis izhaja iz branja z ustnic in s točkami za označevanje nemih premorov, na primer (...) ali (2 sek.). Slednja raba je uradno uveljavljena v razširjeni MFA, kjer so neidentificirani segmenti obkroženi. |
| ⸨ ... ⸩ | Dvojni navadni oklepaji označujejo bodisi prečrkovanje zakritega govora bodisi opis zakritega šuma. MFA določa, da označujejo nejasen zvok, kot v ⸨2σ⸩, dva slišna zloga, ki ju zasenči drug zvok. Trenutne specifikacije razširjene MFA predpisujejo dvojne oklepaje za zamolkli zvok, kot sta npr. ⸨kašelj⸩ ali ⸨trkanje⸩ za trkanje na vrata, vendar Priročnik IPA opredeljuje uporabo MFA in razširjene MFA kot enakovredno. V zgodnjih objavah razširjene MFA so dvojni oklepaji pojasnjeni kot oznaka za "negotovost zaradi šuma, ki zastira poslušano", in da se v njih "lahko navede toliko podrobnosti, kolikor jih prepisovalec lahko zazna". |

Vse tri zgoraj navedene možnosti so navedene v priročniku MFA. Naslednje niso, vendar jih je mogoče zaslediti v prečrkovanju MFA ali v pripadajočem gradivu (zlasti oglati oklepaji):
| simbol                            | uporaba |
| --------------------------------- | --- |
| ⟦ ... ⟧                           | Dvojni oglati oklepaji se uporabljajo za zelo podrobno (določeno) prečrkovanje. To je v skladu z dogovorom MFA o podvojitvi simbola za označevanje večje natančnosti. Dvojni oklepaji lahko označujejo, da ima črka svojo osnovno vrednost MFA. Na primer ⟦a⟧ je odprt sprednji samoglasnik in ne morda nekoliko drugačna vrednost (na primer odprt srednji), ki se lahko v določenem jeziku uporablja za prepis "[a]". Tako se lahko dva samoglasnika, ki sta zaradi lažje berljivosti zapisana kot ⟨[e]⟩ in ⟨[ɛ]⟩, pojasnita kot ⟦e̝⟧ in ⟦e⟧; ⟨[ð]⟩ je lahko bolj natančen ⟦ð̠̞ˠ⟧. Dvojni oklepaji se lahko uporabljajo tudi za določen znak ali govorca; na primer za izgovorjavo otroka v nasprotju z izgovarjavo odraslega, ki je tudi cilj. |
| ⫽ ... ⫽ \| ... \| ‖ ... ‖ { ... } | Za morfofonemsko prečrkovanje se uporabljajo dvojne poševnice. To je tudi v skladu z dogovorom MFA o podvojitvi simbola, ki označuje večjo natančnost (v tem primeru bolj abstraktno kot glasniško prečrkovanje). Drugi simboli, ki se včasih uporabljajo za morfofonemsko prečrkovanje, so pokončni oklepaji in dvojni pokončni oklepaji iz ameriškega glasoslovnega zapisa ter oklepaji iz teorije množic, zlasti kadar zapirajo množico fonemov, ki sestavljajo morfofonem, npr. {t d} ali {t\|d} ali {/t/, /d/}. Nedvoumne so le dvojne poševnice: tako pokončni oklepaji kot navadni oklepaji so v nasprotju s prozodičnim prečrkovanjem MFA.                                                                                             |
| ⟨ ... ⟩⟪ ... ⟫                    | Lomljeni oklepaji se uporabljajo za označevanje izvirnega latiničnega pravopisa in transliteracije iz druge pisave; uporabljajo se tudi za označevanje posameznih znamenj katere koli pisave. V MFA se uporabljajo za označevanje samih črk in ne zvočnih vrednosti, ki jih nosijo. Dvojni lomljeni oklepaji so lahko občasno uporabni za razlikovanje med izvirnim pravopisom in prečrkovanjem ali med posebnim črkovanjem rokopisa in normaliziranim pravopisom jezika. Na primer, ⟨cot⟩ bi uporabili za pravopis angleške besede cot v nasprotju z njeno izgovarjavo /ˈkɒt/. Poševna pisava je običajna, kadar so besede zapisane same po sebi (kot cot v prejšnjem stavku), ne pa da bi posebej opozorili na njihov pravopis.              |

### Brezplačne pisave IPA
- Charis SIL, najpopolnejši paket vrste pisave IPA
- Odprtokodni fonti[mrtva povezava] IPA za dokumente LaTeX

| Večina IPA simbolov ni vključenih v najbolj razširjeno obliko Times New Roman (čeprav so vključeni v verziji za Windows Vista), prednastavljeni font za latinico v Internet Explorerju za Windowse. Za pravilni prikaz IPA simbolov v tem spletnem brskalniku ga morate nastaviti za uporabo fontov, ki vključujeo IPA razširjene znake. Taki fonti vkjučujejo Lucida Sans Unicode, ki se dobi z Windows XP; Gentium, Charis SIL, Doulos SIL, DejaVu Sans ali TITUS Cyberbit, ki so prosto dostopni; ali Arial Unicode MS, ki se dobi z Microsoft Office. Na tej strani smo Internet Explorer prisilili, da prednastavljeno uporabi tak font, tako da se mora izpisati pravilno, toda to ni narejeno na vseh straneh, ki vsebujejo IPA. To se nanaša tudi na druge strani, ki uporabljajo posebne simbole. Imejte to v mislih, ko v člankih vidite napačno prikazane simbole, kot je "຦". Posebni simboli bi se morali izpisati pravilno brez nadaljnje konfiguracije za Mozilla Firefox, Konqueror, Opera, Safari in večino novejših spletnih brskalnikov. |